# 31. marec
31. marec je 90. dan leta (91. v prestopnih letih) v gregorijanskem koledarju. Ostaja še 275 dni.

## Dogodki
- 1492 – izgon Judov iz Španije
- 1854 – ZDA in Japonska v Kanagawi podpišeta sporazum, da se bo Japonska odprla svetu
- 1889 – odprt Eifflov stolp v Parizu
- 1908 – v bližini Avč pade edini znan meteorit na območju Slovenije
- 1939:
  - Združeno kraljestvo in Francija ponudita zavezništvo Poljski, Grčiji, Turčiji in Romuniji
  - Tretji rajh in Španija podpišeta sporazum o prijateljstvu
- 1941 – Erwin Rommel prične ofenzivo v Cirenajki
- 1948 – ameriški Kongres potrdi Marshallov načrt za obnovo Evrope
- 1991 – razpuščen Varšavski pakt
- 2010 – Abby Sunderland pri 16 letih kot najmlajša oseba samostojno objadra Rt Horn
- Svetovni dan varnostnih kopiranj
- 2021 – ustanovljena je Uprava avtocestne policije.

## Rojstva
- 250 – Konstancij Klor, rimski cesar († 306)
- 1347 – Friderik III., avstrijski vojvoda, hiša Habsburžanov († 1362)
- 1360 – Filipa Lancaster, angleška princesa, portugalska kraljica († 1415)
- 1519 – Henrik II., francoski kralj († 1559)
- 1596 – René Descartes, francoski filozof, matematik, fizik, učenjak († 1650)
- 1729 – Henri-Louis Caïn - Lekain, francoski gledališki igralec († 1778)
- 1732 – Franz Joseph Haydn, avstrijski skladatelj († 1809)
- 1806 – Thomas Penyngton Kirkman, angleški matematik († 1895)
- 1809 – 
  - Edward Marlborough FitzGerald, angleški pesnik († 1883)
  - Nikolaj Vasiljevič Gogolj, ruski pisatelj, dramatik († 1852)
- 1811 – Robert Wilhelm Bunsen, nemški kemik, fizik († 1899)
- 1840 – sir Benjamin Baker, angleški gradbenik († 1907)
- 1871 – Árt Ó Gríobhtha - Arthur Griffith, irski novinar, nacionalist († 1922)
- 1872 – Sergej Pavlovič Djagilev, ruski baletnik († 1929)
- 1884 – Adriaan van Maanen, nizozemsko-ameriški astronom († 1946)
- 1885 – Julius Mordecai Pincas - Pascin, francoski slikar bolgarskega rodu († 1930)
- 1886 – Tadeusz Kotarbiński, poljski logik in filozof († 1981)
- 1906 – Šiničiro Tomonaga, japonski fizik, nobelovec 1965 († 1979)
- 1914 – Octavio Paz, mehiški pesnik, pisatelj, diplomat († 1998)
- 1922 – Richard Kiley, ameriški igralec in pevec († 1999)
- 1926 – John Robert Fowles, angleški pisatelj († 2005)
- 1927 – César Estrada Chávez, ameriški delavski aktivist († 1993)
- 1934 – Richard Chamberlain, ameriški igralec in pevec († 2025)

## Smrti
- 1251 – Viljem iz Modene, italijanski kardinal, diplomat (* 1184)
- 1295 – Robert de Brus, škotski baron in regent (* 1210)
- 1324 – Henrik II. Jeruzalemski, zadnji kralj Jeruzalemske kraljevine (* 1270)
- 1340 – Ivan I., moskovski knez, veliki vladimirski knez (* 1288)
- 1547 – Franc I., francoski kralj (* 1494)
- 1631 – John Donne, angleški pesnik (* 1572)
- 1727 – sir Isaac Newton, angleški fizik, matematik, astronom, filozof, alkimist (* 1643)
- 1761 – Fortunat Bergant, slovenski slikar (* 1721)
- 1837 – John Constable, angleški slikar (* 1776)
- 1855 – Charlotte Brontë, angleška pisateljica (* 1816)
- 1877 – Antoine-Augustin Cournot, francoski matematik, ekonomist, filozof (* 1801)
- 1894 – Pavel Nikolajevič Jabločkov, ruski elektrotehnik, izumitelj, konstrukter (* 1847)
- 1913 – John Pierpont Morgan, ameriški bankir (* 1837)
- 1917 – Emil Adolf von Behring, nemški bakteriolog, nobelovec 1901 (* 1854)
- 1933 – Baltasar Brum, urugvajski državnik (* 1883)
- 1945 – Hans Fischer, nemški biokemik, nobelovec 1930 (* 1881)
- 1949 – Fran Govekar, slovenski pisatelj, dramatik (* 1871)
- 1970 – Semjon Konstantinovič Timošenko, ruski general (* 1895)
- 1980 – James Cleveland »Jesse« Owens, ameriški atlet (* 1913)
- 1995 – Selena, ameriška pevka (* 1971)
- 2005 – Terri Schiavo, ameriška evtanazirana invalidka (* 1963)